# ديلي ستار
صحيفة ديلي ستار (بالإنجليزية: Daily Star )‏ أو الصنداي ستار هي إحدى الصحف التي تصدر في هاموند، لويزيانا، من قبل شركة النشر ديلي ستار اليومية، وتقع في 725 جنوب شارع موريسون، الرمز البريدي 70403-5401. اعتبارا من عام 2015 رئيس النشر هو بيلي دبني، رئيس التحرير التنفيذي هو ليل ميراندو، المحرر الرياضي هو جي دي سمرلاين. مدير الإعلانات هو ميشيل جالو. و مدير التداول هو وليام كلكوت.
صحيفة تنتمي إلى وكالة اسوشيتد برس، جمعية الصحافة لويزيانا، [1] وغرفة هاموند للتجارة. وتركز الصحيفة على الأحداث في مقاطعة تانغيباهوا، حيث تقع هاموند، وفي ليفينغستون ومقاطعة سانت هيلانة، الدوائر المدنية الثلاث .